# 侯德
侯德（？—？），一作万俟德，北直隸淶水縣人，明朝末年起事领袖。天启二年（1622年），他在蔚州聚众預謀反明，謠言「鄭氏當興」，推舉大同教主鄭振明為首領，改元玄静，在同年十二月被蔚州知州李宣猷設計擒獲。